# Auximella typica
Auximella typica är en spindelart som beskrevs av Embrik Strand 1908. Auximella typica ingår i släktet Auximella och familjen mörkerspindlar.
Artens utbredningsområde är Peru. Inga underarter finns listade.